# دورک (الیگودرز)
دورک، روستایی از توابع بخش زز و ماهرو شهرستان الیگودرز در استان لرستان ایران است.

## جمعیت
این روستا در دهستان ماهرو قرار دارد. طبق آخرین آمار بر اساس گفته‌های افراد محلی جمعیت این روستا ۴۷ نفر معادل ۹خانوار است‌. این آمار جدید‌ترین آمار مربوط به سال ۱۴۰۰ است.